# Рай: Вера
«Рай: Вера» (нем. Paradies: Glaube) — фильм 2012 года австрийского режиссёра Ульриха Зайдля.
Фильм «Рай: Вера» — вторая часть трилогии, снятой У. Зайдлем. В фильме рассказывается история сестры героини первого фильма «Рай: Любовь».
Фильм «Рай: Вера» стал участником конкурса Венецианского кинофестиваля 2012 года и награждён Специальным призом жюри.

## Сюжет
Одинокая сотрудница медицинского центра рентгенолог Анна-Мария живёт в Вене и ревностно верит в Бога. Свою преданность религии женщина реализует через миссионерство — проповедует истину своим «заблудшим» соседям и знакомым. Но в жизнь Анны-Марии возвращается её бывший муж-мусульманин, ставший инвалидом после аварии, ожидающий найти в сердце женщины сострадание и сочувствие. Способна ли на эти человеческие чувства фанатичная католичка?

## В ролях
Герои фильма действуют в нём под реальными именами или фамилиями актёров:
- Мария Хёфштаттер (Maria Hofstatter)
- Набиль Салех (Nabil Saleh)
- Наталья Баранова
- Рене Рупник
- Даниэль Хёсл
- Дитер Мазур
- Труде Мазур

## Факты
- Рене Рупник является главным героем документального фильма Ульриха Зайдля «Der Busenfreund» («Закадычного друга») про одинокого учителя математики, живущего в горах мусора с матерью, его размышлениях о мире и о женщинах[6].
- Фильм вызвал скандал на Венецианском кинофестивале: Зайдля обвинили в оскорблении чувств верующих в связи с использованием распятия в эротической сцене. Зайдль не стал извиняться за свой фильм[7].